# Mino Pecorelli
Carmine ”Mino” Pecorelli, född 14 juni 1928 i Sessano del Molise död 20 mars 1979 i Rom, var en italiensk 
grävande journalist, ursprungligen advokat, som drev en egen nyhetsbyrå, Osservatore Politico, och utgav en tidskrift med samma namn (vanligen förkortat OP). Pecorelli mördades 1979 av okända gärningsmän utanför sitt kontor. Mordet har antagits ha ett samband bland annat med att Pecorelli grävt för djupt i fallet med Aldo Moro och publicerat flera artiklar om mordet på den kristdemokratiske statsmannen. Italiens mångfaldige premiärminister Giulio Andreotti blev i slutet av 1990-talet åtalad som anstiftare till mordet på Pecorelli.

## Biografi

### Studier och yrkesverksamhet
Pevorelli var son till den lokale apotekaren i Sessano del Molise. Han saknade intresse för att ta över apoteket efter sin far och valde att i stället studera juridik. Efter en kort period som yrkesverksam advokat valde Pecorelli att bli grävande journalist. Han blev 1967 chefredaktör för tidskriften Mondo d'oggi och grundade året därpå nyhetsbyrån Osservatore Politico (OP). Tidskriften med samma namn började han utge 1978. Tidskriften OP kan bäst karakteriseras som en skvallertidskrift som redovisade insiderinformation om allehanda skandaler, politiska och ekonomiska. Som medlem av frimurarlogen P2 hade Pecorelli tillgång till kvalificerade källor, bland dem även anställda vid landets underrättelsetjänster. Pecorelli var själv en tämligen passiv medlem av P2. Han beskrev i en artikel, publicerad 1975, logens medlemmar som en skrattretande samling av intrigerande och skenheliga mytomaner. Ungefär ett år senare hade hans relationer med P2:s ledning blivit så ansträngda att han slutade närvara vid logens möten.

### Mordet och det rättsliga efterspelet
Pecorelli mördades den 20 mars 1979 när han var på väg hem från OP:s redaktion. En pistolbeväpnad attentatsman som väntat i kvällsmörkret klev fram när Pecorelli precis satt sig i sin bil och sköt fyra skott som samtliga träffade journalisten, tre i ryggen och ett i ansiktet.
En husrannsakan direkt efter mordet ledde till att man i OP:s redaktionsarkiv bland annat hittade en mapp med hemligstämplade handlingar, härrörande från den militära underrättelsetjänsten SID. Handlingarna avslöjade att SID några år tidigare (1974-75) hade övervakat Mario Foligni, ledare för det nyligen grundade katolska partiet Nuovo partito popolare. Partiet var ett potentiellt hot mot det etablerade kristdemokratiska partiet och man har därför misstänkt att SID fått uppdraget av dåvarande försvarsministern Giulio Andreotti. Under uppdraget hade SID bland annat gjort sig skyldigt till olaglig avlyssning av Folignis telefon. För överlämnandet av de hemliga handlingarna till Pecorelli dömdes 2003 den tidigare chefen för kontraspionaget (avdelning D) vid SID general Gianadelio Maletti i sin frånvaro till nio års fängelse.. 
Två mafiosi, Tommaso Buscetta och Francesco Marino Mannoia, uppgav 1993 i sina vittnesmål att det var Andreotti som låg bakom mordet på Pecorelli. Andreotti åtalades och friades i den första rättegången 1999 men i nästa instans dömdes 2002 han och den kände mafioson Gaetano Badalamenti båda till 24 års fängelse för sina roller i mordkomplotten. Däremot friades två som direkta gärningsmän åtalade, den i Roms kriminella kretsar välkände nyfascisten Massimo Carminati och den sicilianske mafioson Michelangelo La Barbera.
I oktober 2003 upphävde kassationsdomstolen domarna även för Andreotti och Badalamenti som i domen förklarades helt oskyldiga till det brott de tidigare fällts för. Ingen har sedan dess åtalats för delaktighet i mordet. Antonio Mancini, kronvittne och känd medlem av den kriminella grupperingen Banda della Magliana har vid flera tillfällen, inför rätten och i intervjuer, sagt sig med säkerhet veta att Massimo Carminati var gärningsmannen och att mordet hade beställts av ”politiker” som Mancini dock inte kunde namnge.